# Diego Siliano

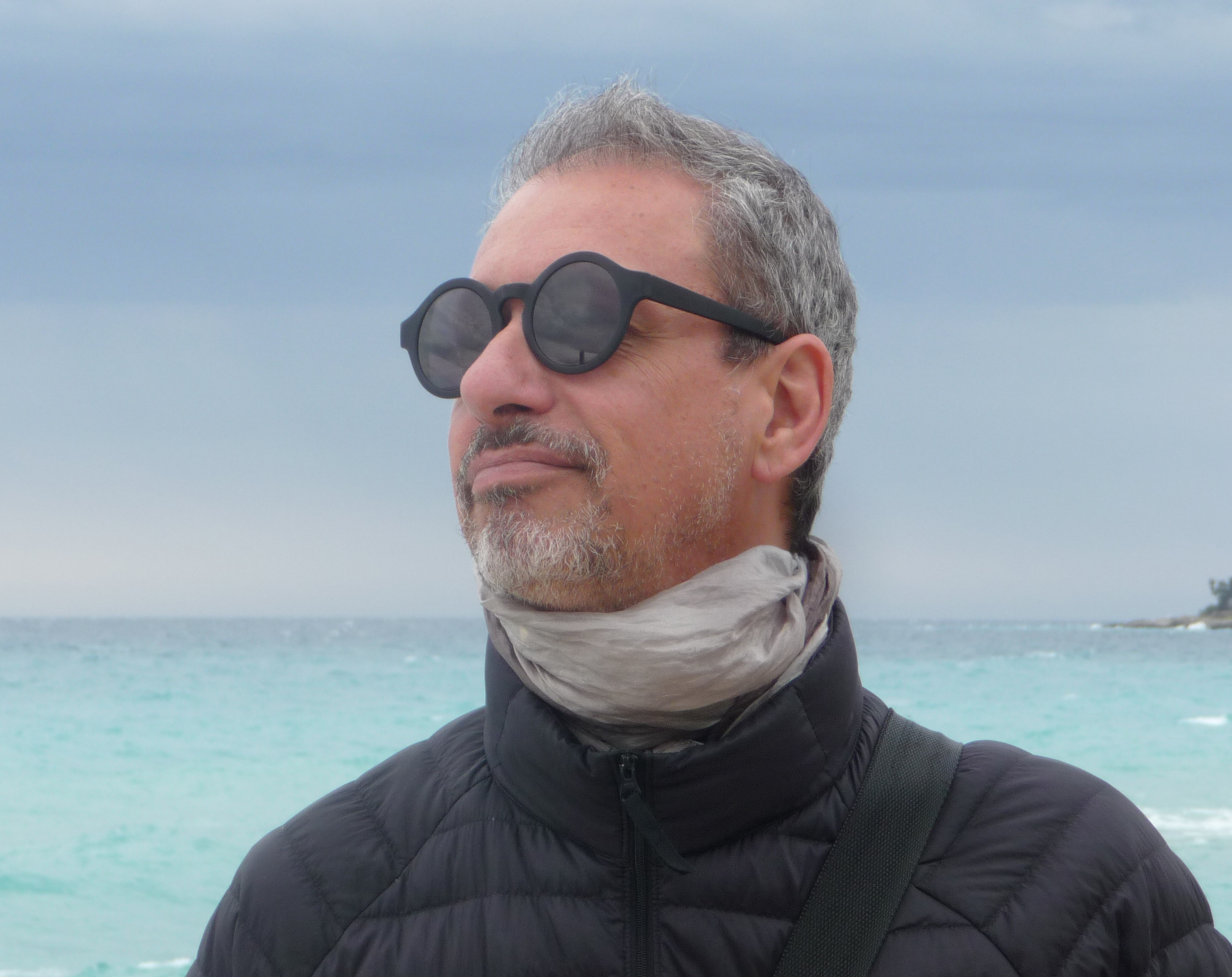

Diego Siliano (Acebal, Santa Fe, Argentina; 19 de octubre de 1961), director de arte y escenógrafo argentino, titular de cátedra de Escenotecnia y Escenoplástica en la Universidad Nacional de las Artes de Buenos Aires.
Uno de los ejes de su trabajo docente es la búsqueda de la articulación de los recursos plásticos con la totalidad del proceso creativo vinculado a la Representación Dramática . Considera la documentación visual como un potencial poético de diseño y concibe el hecho escénico como un arte grupal, destacándose en la coordinación de equipos creativos . 
Investiga y profundiza en técnicas multimediales, creando algunos diseños como escenografías virtuales y 3D.
En 1995 ganó el premio Beca Héctor Basaldúa otorgado por la Asociación Amigos del Museo de Arte Moderno y el Teatro Colón y en el 2013 el premio Trinidad Guevara por ¨La última sesión de Freud¨ de Saint Germain  Buenos Aires.
Trabajó como diseñador de arte para distintas compañías en Hollywood ,EE.UU y expositor en la cuadrienal de escenografía y arquitectura en Praga, República Checa.
Diseña en salas oficiales, comerciales y off de Argentina como así también en producciones internacionales como en la Ópera de Montecarlo; Ópera Estatal de Praga; ÓperaTeatr Wielki Poznam ,Polonia ; Ópera Nacional de Letonia; Opéra Nice Cote d'Azur , Francia ; Teatro Municipal de Río de Janeiro, Brasil ; Teatro Municipal de Santiago de Chile; Palacio de Bellas Artes, México; Teatro Sodre Montevideo, Opera de Seattle  EE. UU..
Entre sus realizaciones más destacadas se encuentran sus diseños para las óperas Ascenso y caída de la ciudad de Mahagonny ,Pársifal , Das Reingold, Ariadna en Naxos , Cármen, Werther, Rigoletto, La Traviata ,Le Nozze de Fígaro (premio ACE mejor producción 2006), Tristán e Isolda (Premio crítica chilena a mejor producción 2007) y Lady Macbeth de Mtsensk (premio a la mejor producción 2009, Chile); Barbazul, Macbeth, Wozzeck, Billy Budd,  La historia del soldado, Stabat Mater Pergolesi, Otello, Turn of the screw, Las aventuras de Pedro y el lobo, Boris Godunov, Diálogos de Carmelitas (premio ACE a la mejor producción 2003), Mahagonny-Songspiel, y Aventuras y nuevas aventuras, y Don Giovanni (premio ACE mejor producción 2015), entre otras.